# Задорожна вулиця (Київ)
Задоро́жна ву́лиця — зникла вулиця, що існувала в Московському, нині Голосіївському районі Києва, місцевість Голосіїв. Пролягала від Задорожного провулку до Васильківської вулиці.

## Історія
Вулиця виникла у 1930-ті роки під такою ж назвою. У 2-й половині 1970-х років житлові будинки по Задорожній вулиці було перенумеровано по сусідніх вулиці Стельмаха та Задорожньому провулку. Нині являє собою фактично дворовий проїзд.